# Дружба (Чечня)
Дружба — посёлок в Грозненском районе Чеченской Республики. Входит в состав Пролетарского сельского поселения.

## География
Посёлок расположен у Алханчуртского канала, в 7,5 км к северо-востоку от центра сельского поселения — Пролетарское и в 8 км к северу от города Грозный.
Ближайшие населённые пункты: на юго-западе — село Пролетарское, на западе — село Садовое, на северо-востоке — сёла Горячеисточненская и Толстой-Юрт и на юге — город Грозный.

## Население
| 2002 | 2010 |
| ---- | ---- |
| 142  | ↘130 |